# Nina Gerhard
Nina Gerhard (Darmstadt, 10 dicembre 1974) è una cantante, cantautrice e conduttrice radiofonica tedesca.

## Biografia
Dopo aver studiato alla Stage & School Musical di Francoforte, nel 1992, ha partecipato al progetto Eurodance chiamato Captain Hollywood Project, prestando la voce sul ritornello della canzone "More and more", prodotto da Nosie Katzmann. Eppure, allo stesso tempo , Nina ha partecipato ad un altro progetto di musica dance: Intermission, con il singolo " Honesty". 
Nel novembre 1994, la cantante Nina ha intrapreso una carriera solista con la hit "The Reason Is You". La canzone ha trascorso diversi mesi nei primi posti delle classifiche in Europa, anche in Brasile. L'anno seguente, Nina torna sulla scena musicale con il singolo "Until All Your Dreams Come True”, facendo un altro grande successo. Poi nel 1995 la cantante pubblicò il suo primo album "Dare!", prodotto da grandi nomi della musica elettronica europea, come Nosie Katzmann, Kim Sanders (conosciuto per successi come "Tell Me That You Want Me"), Peter Graber (che aveva i biglietti per progetti come Beat Cultura) e Doug Laurent (che ha recitato nel remix del gruppo di La Bouche). 
Nel 1996 , Nina pubblicò il singolo "In Her Shoes", una ballata pop che non ha a che vedere con i singoli precedenti. Entro quello stesso anno, la cantante pubblicò un brano con sonorità tendenti alla Disco, "Can't Stop This Feeling", che è stato inserito nella versione giapponese dell'album "Dare!". Nel 1997 pubblica la canzone "Wanna Feel So Good”, con i produttori del progetto E- Rotic. Nel 2008 riprende l'attività di cantante pubblicando un album dalle sonorità jazz, "Muse". Oggi lavora come insegnante di canto.

## Collaborazioni
- 1992 Captain Hollywood Project - More And More
- 1993 Captain Hollywood Project - Only With You
- 1993 Intermission - Honesty
- 2005 United Allstar - Hope

## Discografia

### Album
- 1995 - Dare!
- 2008 - Muse

### Singoli
- 1994 The Reason Is You
- 1995 Until All Your Dreams Come True
- 1996 In Her Shoes
- 1996 Can' t Stop This Feeling
- 1997 Wanna Feel So Good